# 部份作格性
部份作格性(Split ergativity)或
，也称为分裂作格性，指的是一個語言在某些狀況下呈現作通格語言的特性，但在某些狀況下卻呈現主賓格語言等其他種變位法的特性。事實上，多數的作通格語言並非純粹的作通格語言，而是部份地具有作格性的。

## 分立條件
以下條件為作格性通常的分立條件：
1. 論述中論述參與者(discourse participant，通常指第一或第二人稱)的出現與否。澳洲的迪爾巴爾語(Dyirbal)在多數的情況下，都使用作─通格的變格模式，但在句中有第一人稱或第二人稱代詞出現的情況下，它按照主─賓格語言的模式來標明名詞的格位。這可解釋成在有生性層級中，第一人稱和第二人稱代詞的層級高所致。
2. 動詞使用的時態與時體會影響作格性。像印度－伊朗语族的許多語言便在完成體和未完成體間，顯示了作格性的分立。處於完成體的動詞，其論元(arguments)以作─通格的變格模式作變化；而處於未完成體的動詞，其論元則以主─賓格的模式作變化(其他的語言亦皆傾向於將作─通格的變格模式用於過去時或完成體的動詞)。
3. 標記的種類亦會影響作格性。一些語言(像西瑙高羅語(sinaugoro)等新幾內亞的南島語系語言)在名詞格變化上使用作─通格的變格模式，但在動詞的人稱一致上使用主─賓格的變格模式。
4. 不及物動詞的動作性。在達科他語(Dakota language)中，像意為「跑」的動詞等一類動作動詞(active verb)中，其論元的標記和及物動詞主詞相同，就如主─賓格語言的狀況一般；而在像意為「站立」的動詞等一類非動作動詞(inactive verb)中，其論元的標記和及物動詞的受詞相同，就如作─通格語言的狀況一般。此類語言又名「S-分立語言」，而S-分立語言在形式上為靜動語言(Active-Stative language)的一個子類。

## 例子
一個以時態為時體為作格性分立條件的語言為印度斯坦语，此語言的及物動詞主詞在完成體為作格；而在其他時體中主詞為直接格，以下為幾個印度斯坦语的例句：
| लड़का                  | किताब                | ख़रीदता                 | है                          |
| laṛkā                | kitāb              | xarīdtā              | hai                        |
| 男孩-陽性單數.直接格 | 書.陰性單數.直接格 | 買-未完成體-陽性單數 | 是.現在時.第三人稱單數 [1] |
那男孩買本書
| लड़के-ने              | किताब                | ख़रीदी                   |
| laṛke-ne           | kitāb              | xarīdī                |
| 男孩.陽性單數-作格 | 書.陰性單數.直接格 | 買-完成體.陰性單數[1] |
那男孩買了本書
在第一句中，處於現在時的動詞帶有陽性標記-ā，與laṛkā(意即「男孩」)保持一致；但在第二句中，處於過去時的動詞帶有陰性標記-ī，與陰性名詞kitāb(意即「書」)保持一致，而意為男孩的字，其形式在此句中為laṛke-ne，其字面含意為「藉由那男孩」。

## 腳註
1. 1 2  此例中語素的分析已簡化，以呈現和部份作格性相關的成份

## 相關書籍
- Capell, Arthur. 1962. Some linguistic types in Australia. Oceania Linguistic Monographs 7. Sydney: University of Sydney.
- DeLancey, Scott. 1981. An interpretation of split ergativity and related patterns. Language 57.626-57.
- Dixon, Robert M. W.（英语：Robert M. W. Dixon） 1994. Ergativity. Cambridge: Cambridge University Press.
- Kazenin, Konstantin. 1994. Split syntactic ergativity: toward an implicational hierarchy. Sprachtypologie und Universalienforschung 47.78-98.
- Li, Chao. 2007. Split ergativity and split intransitivity in Nepali. Lingua 117.1462-82.
- Mithun, Marianne（英语：Marianne Mithun）. 1991. Active/agentive case marking and its motivations. Language 67.510-46. —— 1999. The languages of native North America. Cambridge: Cambridge University Press.
- McGregor, William B. 1989. Discourse basis of ergative marking in Gooniyandi. La Trobe University Working Papers in Linguistics 2.127-58.
- Nordlinger, Rachel. 1998. A grammar of Wambaya, Northern Territory (Australia). Canberra: Pacific Linguistics.
- Silverstein, Michael. 1976. Hierarchy of features and ergativity. Grammatical categories in Australian languages, ed. by Robert M. W. Dixon, 112-71. Canberra: Australian Institute of Aboriginal Studies
- Smith, Ian, and Steve Johnson. 2000. Kugu Nganhcara. The handbook of Australian languages, Volume 5, ed. by Robert M. W. Dixon, and Barry Blake, 355—489. Melbourne: Oxford University Press Australia
- Tsunoda, Tasaku. 1981. Split case-marking patterns in verb-types and tense/aspect/mood. Linguistics 19.389-438.
- Valenzuela, Pilar M. 2000. Ergatividad escindida en wariapano, yaminawa y shipibo-konibo. Indigenous languages of Lowland South America. Indigenous Languages of Latin America (ILLA), Vol. 1, ed. by Hein van der Voort, and Simon van de Kerke, 111-28. Leiden: University of Leiden

## 外部連結
- William B. McGregor «Typology of Ergativity» (2009) （页面存档备份，存于）